# Days of Oblivion II: Frozen Eternity
 (décembre 2013).
Days of Oblivion II: Frozen Eternity est un jeu vidéo de type érotique développé par Toygardens Media et sorti en 2000 sur PC. Il s'agit de la suite de Days of Oblivion sorti quatre ans plus tôt.

## Histoire
En 2145, les pôles Nord et Sud ont fondu et 20 millions de gens vivent désormais dans des villes recouvertes d'eau. L'aventure se déroule toujours à Twin Town et Wong, le méchant de l'aventure précédente, poursuit le personnage principal.

## Système de jeu
Days of Oblivion II fait appel à des acteurs et à de la Full Motion Video pour les cutscenes. Le joueur doit contrôler trois personnages afin de finir l'aventure.

## Réception
Le jeu obtient une note de 46 sur 100 chez PC Player (Version allemande), 42 sur 100 chez GameStar et 46 sur 100 chez PC Games.